# Simojovel kommun
Simojovel är en kommun i Mexiko.   Den ligger i delstaten Chiapas, i den sydöstra delen av landet, 700 km öster om huvudstaden Mexico City.
Följande samhällen finns i Simojovel:
- Simojovel de Allende
- Nuevo Sitalá
- La Pimienta
- Constitución
- Joltealal
- Guadalupe Victoria Dos
- José Castillo Tielemans
- Las Mercedes Esperanza
- El Ocotal
- Las Limas
- Natividad Pechuag
- Vinoté
- San Antonio Nuevo León
- Concepción el Amparo
- Chapayal
- Luis Espinosa
- Guadalupe Victoria I
- Jochampat Carmen Grande
- Los Pocitos
- Nuevo Israelita
- Francisco Villa
- Zacatón Santa Teresa
- Carmen Grande Belmonte
- Montecristo
- El Carmito Buenavista
- Berlín
- Guadalupe el Puntito
- Porvenir Chanalucum
- Campo la Granja
- Virginia
- Solo Dios
- Santa Anita
- Mercedes Isidoro
- San Francisco Portugal
- Benito Juárez
- Tepeyac
- Rivera Domínguez 2da. Fracción
- San Isidro el Llano
- El Sabinal
- El Roblar
- Sal Si Puedes
- Pauchil Dos los Cocos
- Juan Sabines
- Monte Tabor
- 20 de Noviembre
- La Ilusión Uno
- Gracias a Dios
- Puyucum Nuevo
- Jotolchén Dos
- Río Blanco
- El Vergel
- Tierra Blanca Tepeyac
- La Paz
- Los Arrayanes
- Liberación Social
- San Antonio Río Cacateal
- Amor de Dios
- Platanal
- El Porvenir
- Poblado Nuevo Villaflores
- Tres Casas